# کارل اشتپانک
کارل اشتپانِک (انگلیسی: Karel Štěpánek؛ ۲۹ اکتبر ۱۸۹۹ – ۲۵ دسامبر ۱۹۸۰) بازیگر اهل چک بود.
از فیلم‌ها یا برنامه‌های تلویزیونی که وی در آن نقش داشته است، می‌توان به مرد سوم، آناستازیا، خیانتکار، قهرمانان تلمارک، عملیات کراسبو، هرگز رهایم مکن، مأمور ما در هاوانا و بت سقوط کرده اشاره کرد.